# Шевченковское (Сумская область)
Шевченковское (укр. Шевченківське) — посёлок,
Сосновский сельский совет,
Конотопский район,
Сумская область,
Украина.
Код КОАТУУ — 5922087803. 

## Географическое положение
Посёлок Шевченковское находится у истоков реки Куколка, ниже по течению на расстоянии в 1 км расположено село Сосновка.

## Происхождение названия
В 2007 году Сумской областной совет принял постановление о восстановлении исторического названия посёлка Заводы, но Верховный совет не утвердил это постановление. Однако новое (старое) название используется, в том числе и в официальных документах, что приводит к большой путанице.

## Экономика
- Свинотоварная ферма.